# اچ‌دی ۴۹۹۳۳
اچ‌دی ۴۹۹۳۳ یک ستاره است که در صورت فلکی تک‌شاخ قرار دارد.